# Спасителна лодка
Спасителна лодка е съдова (корабна) лодка, обикновено от велботен тип, колективно спасително средство, което служи за евакуация от кораба или съда.

## Устройство и комплектация
Запасът плаваемост се осигурява от херметични въздушни пространства напълнени с пенопласт (по-рано са се запълвали с въздух). Банките, планширът, а също така външните повърхности на корпуса на спасителната лодка са боядисани в оранжев (бял) цвят; вътрешните повърхности и цялото снаряжение – в ярко оранжев. На носовата част, по двата борда е надписан номерът на лодката (лодките от десния борд на съда имат нечетни номера, от левия – четни), размерите на лодката са (минимална дължина – 7,3 м, маса с хората и лодъчното снаряжение – не повече от 20,3 тона), за допустимо разполагане на броя хора (от 25 до 150 души), пристанището на домуване и името на съда, на който принадлежи лодката. На покрива на лодката са обозначени с големи букви и цифри номерът на лодката, името и позивната на съда. На съдовете може да има спасителни лодки от затворен тип с твърда надстройка, с огнеупорна изолация или със система за водна защита, с радиостанция, разположена в неголяма закрита радиорубка. По способа на спускане се различават лодки, спускани с помощта на шлюпбалки и лодки със свободно спускане (свободно падащи).
Някои от съдовете, склонни към стремително потъване в случай на авария, например, балкерите, са снабдени само със свободно падащи лодки, които се намират под наклон на специален стапел, обикновено при кърмата на съда. За спускането на такава лодка е достатъчно да се освободи фиксираща контра. Тези лодки са значително по-здрави и тежки от обикновените, тъй като те следва да издържат на удара във водата при спускането, тяхното използване е оправдано там, където от средствата за спасяване се изисква висока оперативност и надеждност. Допълнителното преимущество на свободно падащите спасителни лодки се състои в това, че след падането те, по инерция, изминават по вода от мястото на спуска значително разстояние, до 100 – 150 метра, което само по себе си спасява животи при пожар и взрив.
Танкерите са снабдени с огнеупорни спасителни лодки, издържащи на плаване в огън от изтичащите от повредения танкер нефтопродукти. Освен собствената си незапалимост и затворената конструкция, тези лодки, понякога са защитени от системи за оросяване със забордна вода, охлаждащи контактните с огъня повърхности на бордовете.